# 银盘水电站
银盘水电站位于重庆市武隆县江口镇直线距离5km的乌江干流第11个梯级，上游接彭水水电站，下游为白马航电梯级枢纽。任务是作为彭水水电站的反调节水库与渠化乌江航道。

## 技术概括
枢纽建筑物从左到右依次布置为坝后式电站厂房坝段、10孔泄水闸坝段、500吨单级单线船闸坝段。
库水位每天在正常蓄水位215m，相应库容1.83亿m³；死水位211.5m，相应死库容1.46亿立方米之间变化。调节库容0.37亿立方米，为日调节水电站。坝顶高程227.5米。校核洪水位225.47米，下泄流量35600m3/sec；设计洪水位218.61米，下泄流量27100m3/sec。调洪库容1.48亿m3。 采用轴流转桨式水轮机。

## 历史
工程导流采用三期导流方式：
- 一期为导流明渠及纵向围堰施工，原河床过流通航；导流明渠混凝土纵向围堰在2007年8月底完工。
- 二期为八孔溢流表孔坝段及电站厂房施工期，在围堰保护下全年施工，右岸明渠导流通航；2008年1月3日开始施工。2008年5月8日大坝混凝土浇筑开始。2008年9月6日开始厂房浇筑。2010年7月二期围堰开始拆除，基坑进水。
- 三期为船闸及二孔泄流坝段施工期，在围堰保护下全年施工，由8孔泄流孔流过。船闸设计单向年通过能力为263万吨。2010年12月23日三期围堰截留。 2015年9月21日实行试通航。[1]

2004年8日17日，重庆市政府与大唐国际发电股份公司签订了共同开发乌江第十一个梯级水电站协议书。业主为重庆大唐国际武隆水电开发有限公司。黄河勘测规划设计有限公司项目监理。中国水电八局、水电十一局、水电十四局、水电十九局、葛洲坝集团工程五公司施工。计划总投资67.75亿元。2005年8月8日实现开工建设，2007年12月3日实现大江截流。2010年5月5日首台机组发电。2011年7月26日第二台机组发电。2011年9月28日第三台机组发电。2011年12月12日第四台机组发电。2012年5月上旬，工程开始实施二期蓄水，至正常蓄水位215m.
库区移民淹没涉及彭水县7个乡镇，30个村，73个组，人口4189人，房屋面积291317㎡，各类土地7127.5亩。